# Ibrahim Rabiu
Ibrahim Rabiu (Kano, Nigeria, 15 de marzo de 1991) es un futbolista nigeriano. Juega de centrocampista y se encuentra sin equipo tras abandonar el Š. K. Slovan Bratislava.

## Trayectoria

### Sporting Club de Portugal y PSV
Rabiu dio el salto al fútbol europeo de la mano del Sporting de Portugal procedente del Gateway FC en 2007 pero no fue hasta 2009 cuando debutó con el primer equipo. Tras una cesión al Real Sport Clube en 2010, Rabiu abandonó en 2011 el club portugués para marcharse al PSV Eindhoven, comenzó jugando algunos partidos de prueba dirigidos por el entrenador del momento Fred Rutten, acabó firmando un contrato por varias temporadas con el equipo neerlandés, debido a la falta de minutos en el primer equipo y sin opción de jugar con el equipo filial, Rabiu y su agente llegaron a un acuerdo mutuo con el PSV Eindhoven para la rescisión de su contrato en diciembre de 2011.

### Celtic de Glasgow
El 18 de enero de 2012 el Celtic anuncia la contratación de Ibrahim Rabiu por cuatro años, tuvo que esperar varios días para que le dieran el permiso de trabajo. Rabiu afirmó que llegaron ofertas de él desde la Premier League de Inglaterra y la Bundesliga de Alemania pero decidió unirse al equipo de Glasgow. 
Ibrahim debutó el 3 de mayo de 2012, entrando como suplente en el minuto 74 en la victoria en casa por 1-0 ante el St Johnstone tuvo una oportunidad de dar una asistencia de gol gracias a su centro que le dio a Gary Hooper la oportunidad de anotar, pero este estaba en fuera de juego.

### Kilmarnock
El 2 de enero de 2013, el entrenador del Kilmarnock, Kenny Shiels, confirmó que Rabiu había firmado un contrato de dos años con el club tras rescindir su contrato con el Celtic. El jugador decidió mudarse hasta el Rugby Park en busca de minutos que no había encontrado en Glasgow, también afirmó que deseaba jugar en el Kilmarnock debido a que el equipo tenía un estilo similar al del F. C. Barcelona, Shiels apostó por él y tenía como objetivo que este jugador terminara de explotar y convertirse en un crack.  
Ibrahim debutó con el equipo de East Ayrshire dos semanas después de fichar, y entró como sustituto de Paul Heffernan en el empate sin goles ante el Dundee United. Su primera temporada en el club terminó con seis partidos jugados.
El 19 de octubre de 2013, Rabiu acabó lesionado en el partido que enfrentaba al Ross County y tuvo que ser trasladado al Hospital Universitario de Crosshouse. En enero de 2014, tuvo que rescindir su contrato junto a su compañero Reuben Gabriel.

### As Trencin
En 2014 Rabiu ficha por el AS Trenčín de la Superliga de Eslovaquia, firmó un contrato hasta 2016 y llegó a ganar 2 ligas y 1 copa de Eslovaquia. Llegó a jugar un total de 46 partidos en 2 años y medio. 

### K. A. A. Gante
En verano de 2016 se confirmó la llegada de Ibrahim Rabiu al K. A. A. Gante de la Primera División de Bélgica de Bélgica. 

### Slovan Bratislava
En 2017 se confirmó el traspaso de Ibrahim Rabiu al Š. K. Slovan Bratislava por 1 000 000 de € procedente el equipo belga a día de hoy es el fichaje más caro del conjunto eslovaco, siendo titular permanente ha jugado hasta el momento un total de 43 partidos consiguiendo dos Ligas y dos copas de Eslovaquia. 

## Selección nacional
Desde 2015 juega con la selección de fútbol de Nigeria. Debutó como internacional el 13 de junio de 2015, jugando durante 32 minutos en la victoria en casa por 2-0 contra la selección de fútbol de Chad en la ciudad de Kaduna para la fase de clasificación de la Copa Africana de Naciones 2017.

## Clubes
| Club                    | País         | Año       |
| ----------------------- | ------------ | --------- |
| Sporting C. P.          | Portugal     | 2009-2010 |
| Real S. C. (cedido)     | Portugal     | 2009-2010 |
| PSV Eindhoven           | Países Bajos | 2011      |
| Celtic F. C.            | Escocia      | 2012-2013 |
| Kilmarnock F. C.        | Escocia      | 2013-2014 |
| F. K. A. S. Trenčín     | Eslovaquia   | 2014-2016 |
| K. A. A. Gante          | Bélgica      | 2016-2017 |
| Š. K. Slovan Bratislava | Eslovaquia   | 2017-2023 |

## Palmarés

### Títulos nacionales
| Título                  | Club                    | País       | Año  |
| ----------------------- | ----------------------- | ---------- | ---- |
| Superliga de Eslovaquia | F. K. A. S. Trenčín     | Eslovaquia | 2015 |
| Copa de Eslovaquia      | F. K. A. S. Trenčín     | Eslovaquia | 2015 |
| Superliga de Eslovaquia | F. K. A. S. Trenčín     | Eslovaquia | 2016 |
| Copa de Eslovaquia      | F. K. A. S. Trenčín     | Eslovaquia | 2016 |
| Copa de Eslovaquia      | Š. K. Slovan Bratislava | Eslovaquia | 2018 |
| Superliga de Eslovaquia | Š. K. Slovan Bratislava | Eslovaquia | 2019 |
| Superliga de Eslovaquia | Š. K. Slovan Bratislava | Eslovaquia | 2020 |
| Copa de Eslovaquia      | Š. K. Slovan Bratislava | Eslovaquia | 2020 |
| Superliga de Eslovaquia | Š. K. Slovan Bratislava | Eslovaquia | 2021 |
| Copa de Eslovaquia      | Š. K. Slovan Bratislava | Eslovaquia | 2021 |
| Superliga de Eslovaquia | Š. K. Slovan Bratislava | Eslovaquia | 2022 |